# George Bridgman
Pour les articles homonymes, voir Bridgman.
 (mai 2024).
- Si vous ne connaissez pas le sujet, laissez ce bandeau (vous pouvez alors contacter les auteurs).
- Si vous supprimez le contenu mis en cause (vous pouvez préalablement contacter les auteurs),

argumentez précisément cette suppression dans la page de discussion
(un manque de référence n'est pas un argument ; une recherche réelle de référence doit avoir été effectuée, être formellement documentée).
 (août 2025).
Motif : Traductions maladroites, passages difficilement compréhensible rédiger en présent de narration
 (août 2025).
Si vous disposez d'ouvrages ou d'articles de référence ou si vous connaissez des sites web de qualité traitant du thème abordé ici, merci de compléter l'article en donnant les références utiles à sa vérifiabilité et en les liant à la section « Notes et références ».
 (mai 2024).
La mise en forme du texte ne suit pas les recommandations de Wikipédia : il faut le « wikifier ».
Les points d'amélioration suivants sont les cas les plus fréquents. Le détail des points à revoir est peut-être précisé sur la page de discussion.
- Les titres sont pré-formatés par le logiciel. Ils ne sont ni en capitales, ni en gras.
- Le texte ne doit pas être écrit en capitales (les noms de famille non plus), ni en gras, ni en italique, ni en « petit »…
- Le gras n'est utilisé que pour surligner le titre de l'article dans l'introduction, une seule fois.
- L'italique est rarement utilisé : mots en langue étrangère, titres d'œuvres, noms de bateaux, etc.
- Les citations ne sont pas en italique mais en corps de texte normal. Elles sont entourées par des guillemets français : « et ».
- Les listes à puces sont à éviter, des paragraphes rédigés étant largement préférés. Les tableaux sont à réserver à la présentation de données structurées (résultats, etc.).
- Les appels de note de bas de page (petits chiffres en exposant, introduits par l'outil «  Source ») sont à placer entre la fin de phrase et le point final[comme ça].
- Les liens internes (vers d'autres articles de Wikipédia) sont à choisir avec parcimonie. Créez des liens vers des articles approfondissant le sujet. Les termes génériques sans rapport avec le sujet sont à éviter, ainsi que les répétitions de liens vers un même terme.
- Les liens externes sont à placer uniquement dans une section « Liens externes », à la fin de l'article. Ces liens sont à choisir avec parcimonie suivant les règles définies. Si un lien sert de source à l'article, son insertion dans le texte est à faire par les notes de bas de page.
- La présentation des références doit suivre les conventions bibliographiques. Il est recommandé d'utiliser les modèles {{Ouvrage}}, {{Chapitre}}, {{Article}}, {{Lien web}} et/ou {{Bibliographie}}. Le mode d'édition visuel peut mettre en forme automatiquement les références.
- Insérer une infobox (cadre d'informations à droite) n'est pas obligatoire pour parachever la mise en page.

Pour une aide détaillée, merci de consulter Aide:Wikification.
Si vous pensez que ces points ont été résolus, vous pouvez retirer ce bandeau et améliorer la mise en forme d'un autre article.
Georges Bridgman était un peintre, écrivain et enseignant canado-américain dans les domaines de l'anatomie et du dessin de figures. Bridgman a enseigné l'anatomie aux artistes de l'Art Students League de New York pendant environ 45 ans.

## Vie et travail
Bridgman est né en 1864 dans la Province unie du Canada. Dans sa jeunesse, Bridgman étudie les arts auprès du peintre et sculpteur Jean-Léon Gérôme à l'École des Beaux-Arts de Paris, puis auprès de Gustave Boulanger. Pendant la majeure partie de sa vie, Bridgman a vécu aux États-Unis où il a enseigné l'anatomie et le dessin de figures à l'Art Students League de New York (de 1898 à 1900, puis de 1903 à octobre 1943). Son successeur à l'Art Students League fut Robert Beverly Hale (en). Bridgman a également donné des cours à la Grand Central School of Art (en) et à l'American Bank Note Company.
Bridgman utilise des formes en boîte pour représenter les principales masses de la figure (tête, thorax et bassin) qu'il relie par des lignes gestuelles et qu'il produit pour créer des « coins » ou des formes interconnectées simplifiées du corps.
Il a été membre de l'Académie royale des arts du Canada.

## Étudiants célèbres
Parmi ses milliers d'élèves se trouvait Norman Rockwell ; dans son autobiographie, My Adventures as an Illustrator (1960), Rockwell parle en termes élogieux de Bridgman. Environ 70 000 élèves ont étudié avec Bridgman au cours de ses nombreuses années d'enseignement. Parmi les artistes notables, on peut citer McClelland Barclay, Emily Newton Barto, C. C. Beall, Gifford Beal, Elizabeth Cady Stanton Blake, Rosina Cox Boardman, Bessie Callender, Dane Chanase, Richard V. Culter, Chon Day, Joseph Delaney, Elsie Driggs, Eyre de Lanux, Helen Winslow Durkee, Will Eisner, Edward McNeil Farmer, Elias Goldberg, Marion Greenwood, Robert Beverly Hale, Lorenzo Homar, Clark Hulings, Louis Paul Jonas, Jack Kamen, Deane Keller, Lee Krasner, Richard Lahey, Andrew Loomis, Anita Malfatti, Paul Manship, Frank McCarthy, Earl Moran, John Cullen Murphy, Kimon Nicolaïdes, Corrado Parducci, Norman Raeben, Frank J. Reilly, Joseph Emile Renier, Ulysses Ricci, Ernie Schroeder, Archie Boyd Teater, Allie Tennant, John Vassos, Franklin Brooke Voss, Edmund Ward, Mahonri Young et William Zorach.
Le carnet de croquis de Jackson Pollock contient des œuvres tirées des livres de Bridgman. 

## Mort et héritage
Bridgman meurt le 16 décembre 1943 à New Rochelle, dans l'État de New York, après avoir souffert d'une maladie pendant un an. Sa femme Helene Leonora Bridgman (née Rupperstberg) et leurs trois enfants lui ont survécu.
George Bridgman possède 100 dessins dans la collection publique du Norman Rockwell Museum.